# جنگل‌های ساحلی باهیا
جنگل‌های ساحلی باهیا (به پرتغالی: Florestas Costeiras da Bahia) یک منطقهٔ مسکونی و جنگل در برزیل است که در باهیا واقع شده‌است.